# Lex Manilia
Lex Manilia ou Lei Manília (em latim: Lex Manilius ou Lex Manilia de bello Mithridatico) foi uma lei romana aprovada em 66 a.C., proposta pelo tribuno da plebe Caio Manílio e apoiada, entre outros, por Cícero (em sua "De Imperio Cn. Pompei"), que tentava obter os favores do poderoso Pompeu. Aprovada um ano depois da Lex Gabinia, ela concedeu a Pompeu o comando supremo da Terceira Guerra Mitridática, contra o rei do Ponto Mitrídates VI, que vinha até então sendo conduzida por Lúcio Licínio Lúculo, que foi convocado de volta a Roma.

## Importância
A Lex Manilia foi aprovada num momento crucial da carreira de Pompeu, que desfrutava dos resultados de seu imenso sucesso contra os piratas do Mediterrâneo. A transferência de comando de Lúculo para Pompeu enfureceu os patrícios que já temiam, especialmente depois da Lex Gabinia, o crescente poder de Pompeu. Muitos membros da aristocracia também se irritaram com a humilhação imposta a Lúculo e enxergavam Pompeu com um misto de inveja e suspeição.
A Lex Manilia aumentou ainda mais os poderes de Pompeu, já desproporcionais depois da Lex Gabinia (que concedia a Pompeu o comando supremo numa faixa de terra de 50 milhas romanas a partir do Mediterrâneo em qualquer província. Como estas leis concediam poderes supremos a uma única pessoa (e não a dois cônsules, como era o costume), nenhuma delas teve o apoio da aristocracia tradicional. Porém, a despeito da crescente impopularidade de Pompeu entre os aristocratas, sua reputação entre a plebe estava no auge, o que lhe permitiu aprovar as duas leis na Assembleia popular, uma forma rara, mas não completamente desconhecida, de contornar o Senado para aprovar uma lei. Elas revelam não apenas a luta que já ocorria na sociedade romana entre optimates e populares, mas também o declínio do Senado como força legislativa.
Apesar dos protestes do Lúculo e de outros membros do Senado, Pompeu emergiu vitorioso da guerra contra Mitrídates, que se suicidou em 63 a.C..